# Ivo Ivaniš
Ivo Ivaniš (Cavtat, 14. veljače 1976. − Bobara, 16. kolovoza 2003.), hrvatski vaterpolist, igrač VK Juga i državne reprezentacije.
Rođen je u Cavtatu pokraj Dubrovnika, a prvoligašku vaterpolsku karijeru započeo je 1991. godine igrajući za VK Jug s kojim je osvojio naslov prvaka Europe, kup LEN, dva državna prvenstva i tri kupa. Tijekom sezona 1994./95. i 1995./96. nastupao je i za zagrebačku Mladost s kojom je osvojio dva prvenstva Hrvatske i prvenstvo Europe.
Od 1996. godine nastupao je za Hrvatsku vaterpolsku reprezentaciju s kojom je osvojio srebrna odličja na Mediteranskim igrama u Bariju 1997. i Europskom prvenstvu u Firenci 1999. godine. Sudjelovao je i na Olimpijskim igrama u Sydneyju 2000. i Europskom prvenstvu u Kranju 2003. godine.
Poginuo je tragičnom smrću 16. kolovoza 2003. u 27. godini života, prilikom ronjenja na dubini od 30 m pokraj otočića Bobare.

## Poveznice
- Vaterpolski klub Jug
- Hrvatska vaterpolska reprezentacija

## Vanjske poveznice
- Hrvatski vaterpolski savez: Ivo Ivaniš[neaktivna poveznica], Preuzeto 6. kolovoza 2012.
- Nacional (16. kolovoza 2003.): Poginuo hrvatski vaterpolist Ivo Ivaniš[neaktivna poveznica], Preuzeto 6. kolovoza 2012.
- Slobodna Dalmacija (17. kolovoza 2003.): In Memoriam − Ivo Ivaniš, Preuzeto 6. kolovoza 2012.